# Ctònia (filla de Foroneu)
Ctònia (en grec antic: Χθονία 'Chthonía') va ser, segons la mitologia grega, filla de Foroneu i d'Hermíone i germana de Climen. Una tradició dels argius la fa filla de Colontas d'Argos.
Pausànias explica una història recollida dels habitants d'Hermíona, que deia que ella i el seu germà Climen van edificar un santuari per a la deessa Demèter a la ciutat. Els ciutadans d'Argos explicaven que el seu pare, Colontas, s'havia negat a permetre que s'adorés Demèter a Argos, i Demèter la va portar a Hermíona, mentre que Colontas moria cremat a casa seva.
A Demèter se l'adorava a Hermione amb el nom de Demèter Ctònia i se celebrava un festival anual anomenat Ctònies en el seu honor. El temple de Demèter Ctònia, que era inviolable, el van saquejar els pirates cilicis durant l'època de Pompeu.